# Sùng Phài
Sùng Phài  là một xã thuộc thành phố Lai Châu, tỉnh Lai Châu, Việt Nam.

## Địa lý
Xã Sùng Phài nằm ở phía tây bắc thành phố Lai Châu, có vị trí địa lý:
- Phía đông giáp huyện Tam Đường và xã San Thàng
- Phía tây giáp huyện Sìn Hồ
- Phía nam giáp huyện Tam Đường và các phường Đoàn Kết, Quyết Thắng, Quyết Tiến, Tân Phong
- Phía bắc giáp huyện Phong Thổ.

Xã Sùng Phài có diện tích 49,66 km², dân số năm 2019 là 4.272 người, mật độ dân số đạt 86 người/km².

## Lịch sử
Địa bàn xã Sùng Phài hiện nay trước đây vốn là hai xã Sùng Phài và Nậm Loỏng thuộc huyện Phong Thổ.
Ngày 14 tháng 1 năm 2002, các xã Sùng Phài xã Nậm Loỏng chuyển sang trực thuộc huyện Tam Đường mới thành lập.
Ngày 10 tháng 10 năm 2004, Chính phủ ban hành Nghị định 176/2004/NĐ-CP. Theo đó:
- Thành lập thị xã Lai Châu, thị xã tỉnh lỵ tỉnh Lai Châu trên cơ sở toàn bộ diện tích và dân số của thị trấn Phong Thổ và 2 xã: Nậm Loỏng, Tam Đường; 550 ha diện tích tự nhiên và 1.167 người của xã Sùng Phài thuộc huyện Tam Đường
- Chuyển 225 ha diện tích tự nhiên và 1.096 người của xã Nậm Loỏng về phường Quyết Thắng mới thành lập
- Chuyển 298 người của xã Nậm Loỏng về phường Tân Phong mới thành lập
- Chuyển 175,30 ha diện tích tự nhiên và 141 người của xã Sùng Phài về phường Đoàn Kết mới thành lập
- Chuyển 374,70 ha diện tích tự nhiên và 1.026 người của xã Sùng Phài về xã Nậm Loỏng.

Sau khi điều chỉnh, xã Sùng Phài thuộc huyện Tam Đường còn lại 2.000,20 ha diện tích tự nhiên và 1.296 người; xã Nậm Loỏng thuộc thị xã Lai Châu có 2.977,70 ha diện tích tự nhiên và 1.272 người.
Trước khi sáp nhập, xã Sùng Phài có diện tích 21,60 km², dân số là 1.898 người, mật độ dân số đạt 88 người/km². Xã Nậm Loỏng có 28,06 km², dân số là 2.374 người, mật độ dân số đạt 85 người/km².
Ngày 10 tháng 1 năm 2020, Ủy ban Thường vụ Quốc hội ban hành Nghị quyết số 866/NQ-UBTVQH14 về việc sắp xếp các đơn vị hành chính cấp huyện, cấp xã thuộc tỉnh Lai Châu (nghị quyết có hiệu lực từ ngày 1 tháng 2 năm 2020). Theo đó:
- Chuyển xã Sùng Phài thuộc huyện Tam Đường về thành phố Lai Châu quản lý
- Sáp nhập toàn bộ diện tích và dân số của xã Nậm Loỏng vào xã Sùng Phài.

Sau khi điều chỉnh, xã Sùng Phài có diện tích 49,66 km², dân số là 4.272 người.